# 団結小屋

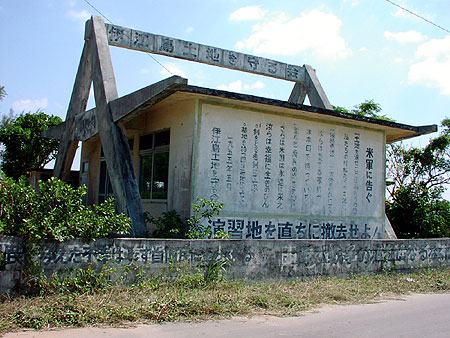
沖縄県伊江島にある団結道場。
米軍の土地収用反対闘争の拠点であった。

団結小屋（だんけつごや）とは、労働争議や社会運動において現地に設けられた半常設の拠点。

## 概要

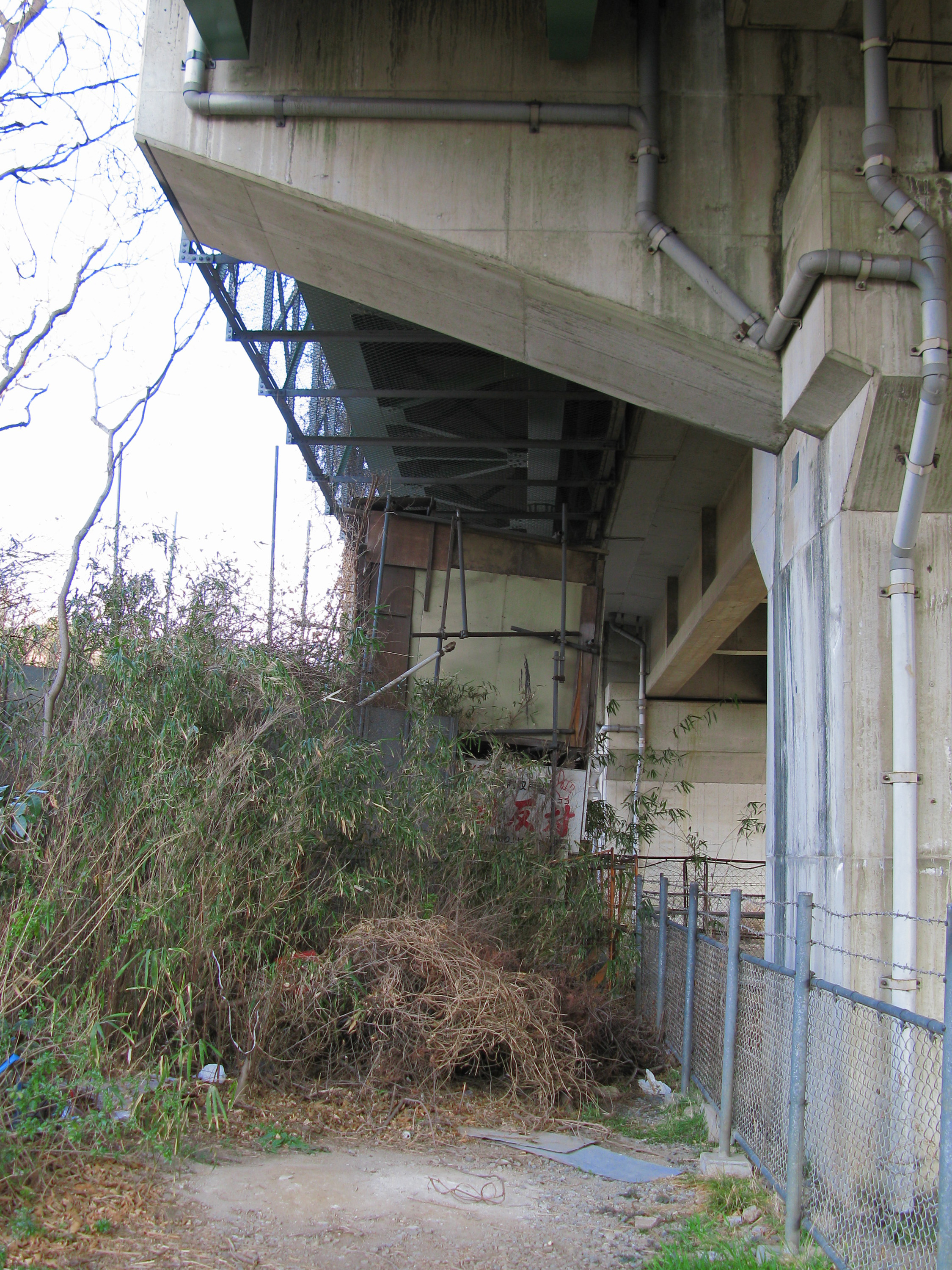
埼玉新都市交通伊奈線の反対運動で中核派が立て籠もった団結小屋跡。地権者宅上空の空中権を収用した。

労働争議や社会運動が起きた場合、支援者たちはテントを現地に設営して、その闘争を支えた。しかし闘争が長期化した場合、テントのような仮設拠点ではなく、半常設の闘争拠点が求められた。これが「団結小屋」である。
団結小屋は、現地に程近い民家を借りたり、現地に直接プレハブ小屋を建てることによって設けられる。「○○現地闘争本部」といった名称が多い。
団結小屋は、その闘争の「司令部」という役割の他に、活動家が常時寝泊りが出来る宿泊施設という機能も兼ね備えている。また部外者に、この闘争の意義を伝えるプロパガンダの場としても使われることもある。
団結小屋が用地買収の対象の土地である場合、一坪共有地として対抗することもある。その場合、買収のために、交渉・行政代執行などを行う必要がある。土地を取得しても団結小屋が残っている場合は、さらに裁判などで明け渡しや建物撤去の強制執行を行う必要がある。

## 成田空港問題における団結小屋
成田空港問題でも、三里塚闘争を支援する新左翼が成田空港予定地やその近くに団結小屋を数多く設営した。
これらの団結小屋の特徴として、飛行機の離着陸を妨害するために、外観を鉄塔状にしたものが多く、あたかも城郭における櫓のような建築物であった。中には高さ20mの鉄塔を装備して4層フロアを持つ構造物もあった。公民館や空き家を再利用したり、古材を集めて建築した建物もあった。
1971年（昭和46年）の第一次代執行および第二次代執行でも設営された団結小屋を排除した。
開港直前の年である1977年（昭和52年）には20近い新左翼党派が30か所あまりの常駐拠点を構え、約110人の常駐活動家を擁した。
1978年（昭和53年）、日本国政府はこれらの団結小屋を規制するため、新たに新東京国際空港の安全確保に関する緊急措置法（成田新法、現・成田国際空港の安全確保に関する緊急措置法）を成立させた。
成田新法第3条では、規制すべき団結小屋を次のように定義している。
- 多数の暴力主義的破壊活動者の集合の用
- 暴力主義的破壊活動等に使用され、又は使用されるおそれがあると認められる爆発物、火炎びん等の物の製造又は保管の場所の用
- 新東京国際空港（2004年4月1日以降は成田国際空港）又はその周辺における航空機の航行に対する暴力主義的破壊活動者による妨害の用

日本国政府は成田新法に基づき、多くの団結小屋を閉鎖に追い込んでいった。撤去活動に際しては新左翼は2000本の火炎瓶を準備して抵抗することもあり、日本国政府は警察の機動隊や放水車、重機を投入して対応した。
空港敷地内で未買収地の団結小屋は、2019年（平成30年）現在、空港用地内に2棟、保安用地に2棟が残存する。
なお、三里塚芝山連合空港反対同盟（以下、反対同盟）が呼ぶ、同じく団結の名の付く「団結道路」（団結街道）は成田市道である。

### 横堀要塞
芝山町香山新田字横山に存在した。1977年12月に建設がはじめられた。土地は成田空港問題を理由に自殺した男性の父親の畑を一反、反対同盟が借りて建設した。地下1階地上3階建てで、浴槽・トイレ・ベッドを完備し、長期戦に耐える構造とした。
1978年2月6日、航空法49条違反として、機動隊が「横堀要塞」とその上に立てられた鉄塔の撤去に着手する（第一次「横堀要塞」事件）。3月25日、反対同盟が再度「横堀要塞鉄塔」を構築。3月28日、航空法違反として、「横堀要塞鉄塔」が撤去される（第二次「横堀要塞」事件）。3月26日の成田空港管制塔占拠事件はこの撤去の為に警察の空港内警備が手薄になった隙をついて行われた。
1979年2月、「横堀要塞」に対して成田新法3条1項1号に基づく工作物使用禁止命令が出され、以降毎年更新され出された。その後、使用禁止命令の取消と損害賠償を求めた裁判（成田新法事件）を起こしている。
2002年11月、土地所有者の元反対派農民が、土地を新東京国際空港公団に売却したのに伴い、自主的に撤去した。

### 北原派系の団結小屋

#### 天神峰現地闘争本部

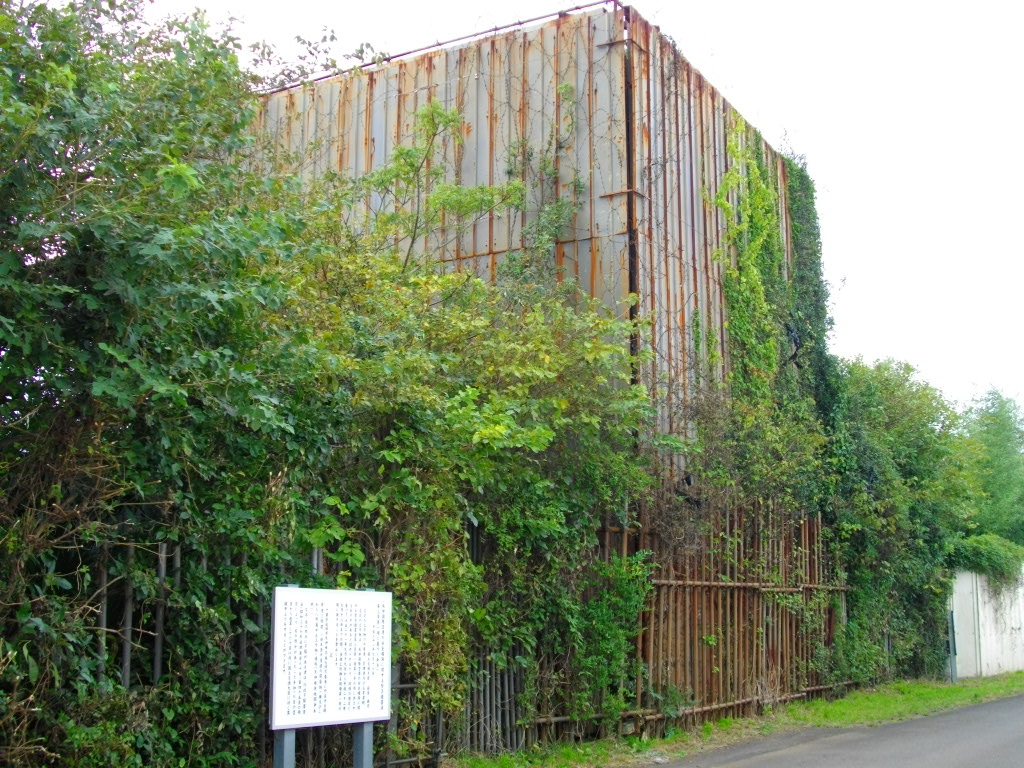
成田新法で使用禁止処分となった天神峰現地闘争本部

反対同盟によって成田国際空港B滑走路予定地西側の天神峰（反対同盟副委員長所有地）に1966年（昭和41年）12月に建てられた三里塚闘争における最初の団結小屋。場所は千葉県成田市天神峰字南台42-3、敷地面積は約113平方メートルであった。
もともと反対同盟員の個人宅で集会を行っていたが、闘争が本格化し始め、本部を建設することになった。建設当初は木造平屋建てであった。後に増築され、鉄筋モルタル3階建てとなった。
1989年（平成元年）に成田新法に基づいて使用禁止となり、鉄条網で封鎖されたうえ、警察によって厳重に警備された。2003年（平成15年）に地権者からの買収を完了した成田国際空港株式会社（NAA）が、翌2004年（平成16年）に反対同盟北原派を相手取って建物の撤去と敷地明け渡しを求めて提訴した。
2002年（平成14年）にB滑走路は暫定滑走路として供用を開始されたが、平行誘導路の一部がこの建物を避けるため大きく滑走路側に『へ』の字に湾曲し、運用上の制約となっていた。供用間もない2002年12月1日には、この箇所で航空機同士の接触事故が発生している。
2010年（平成22年）2月25日、千葉地方裁判所は反対派が土地使用の根拠とした『地上権』は認められないとし、NAAに建物撤去と敷地明け渡しを命じる民事訴訟判決が下った。なお、『団結街道』と呼ばれていた団結小屋に続く市道も、B滑走路西側誘導路の新設・線形改良によって成田空港の用地に取り込まれる為、廃道となった。
2011年（平成23年）5月20日に、東京高等裁判所は反対派の控訴を棄却し、建物撤去と土地明け渡しの仮執行宣言を付す判決を出した。8月6日早朝より仮執行によって強制撤去が行われた。
撤去後、湾曲箇所の線形改良工事が施され、誘導路上での待機がなくなり、運用上の制約がほぼ解消された。ただし、東峰地区に反対派の耕作地があるため、平行誘導路の湾曲部が残されている。

#### 木の根育苗ハウス
中核派の拠点であったが、1990年3月19日に除去された。

#### 三里塚闘争会館
中核派の拠点であったが、1990年8月22日に除去された。

#### 大清水団結小屋
もともと日本社会党の現地闘争本部だったが、後に革労協が拠点として使用した。
1990年10月15日、新東京国際空港の安全確保に関する緊急措置法（現・成田国際空港の安全確保に関する緊急措置法、以下「成田新法」）に基づく強制撤去作業が行われ、団結小屋にたてこもる活動家2人が作業を行う新東京国際空港公団職員や警備の機動隊員に石などを投げるなどして抵抗したが、機動隊員に逮捕されている。

#### 木の根団結砦
革労協解放派の拠点であったが、1987年11月27日に除去された。

#### 東峰団結会館
共産同戦旗派が使用し、要塞化されていた。
1989年12月4日に運輸省が成田新法に基づく封鎖処分を通告したところ、中にこもる活動家が火炎瓶を投げつけるなどしたため、除去処分に移行した。攻防は6日間に及んだが、警察の「鳥かご作戦」により負傷者を出さずに活動家の排除と建造物撤去が完了した。5人が逮捕された。

#### 岩山鉄塔

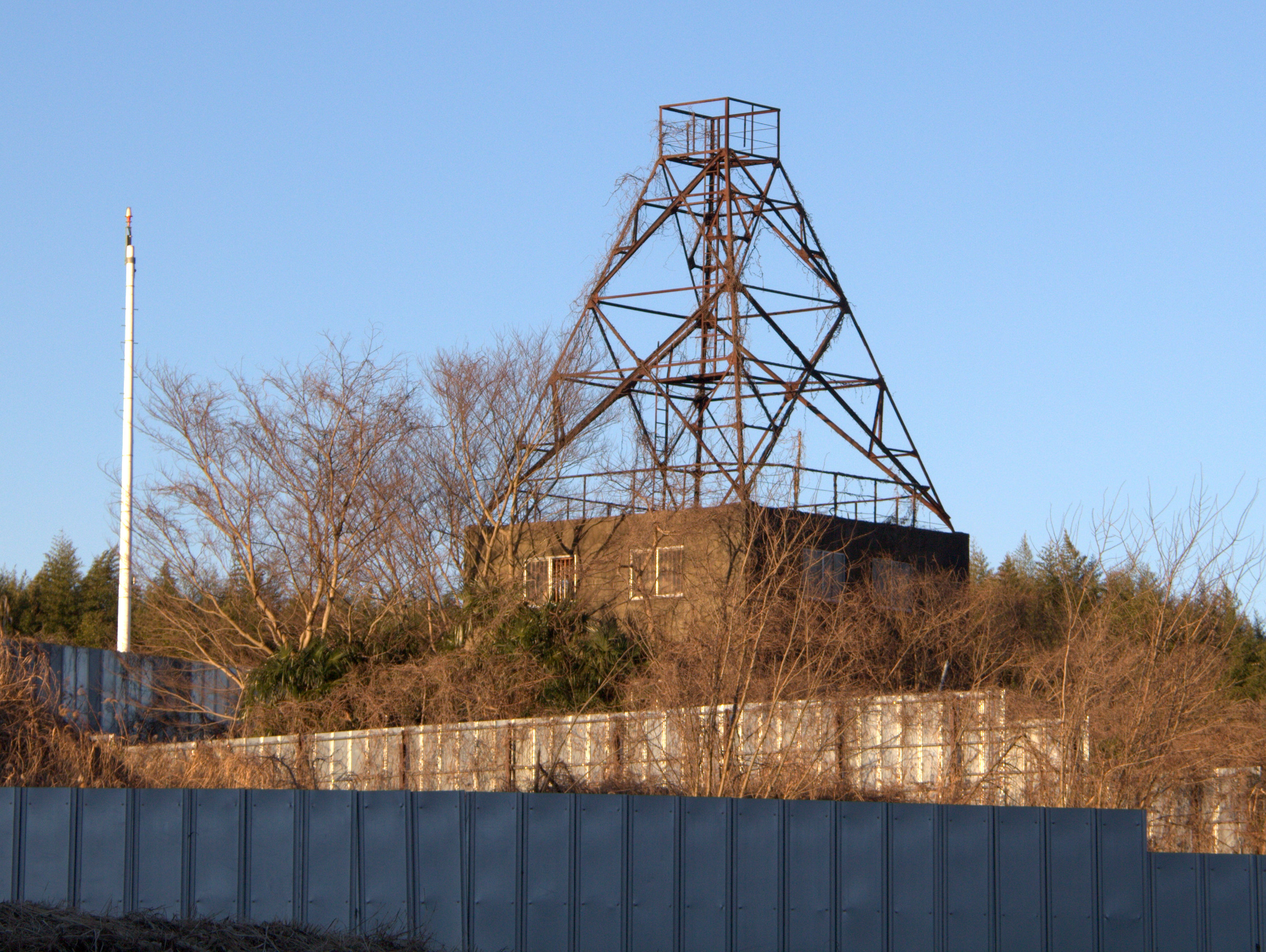
「岩山闘争記念館」

芝山町岩山字押堀にかつて存在した、A滑走路を離着陸する飛行機を阻害することを目的として建てられた妨害鉄塔。「岩山大鉄塔」とも呼ばれる。
高木仁三郎の提案に反対同盟青年行動隊が賛同して建設が始まり、1972年（昭和47年）に鳶職の支援もあって実現した。鉄塔の高さは制限表面を上回る60.6メートルもあった。「われ敢然として開港を阻む」と書かれた大看板が掲げられ、足場には詰所として使われた赤く塗られたバスとバリケードが設置された。
なお、鉄塔周辺の岩山部落の住民らは、鉄塔撤去のための道路敷設に必要な用地提供を切り札にして新東京国際空港公団と交渉を行い、岩山部落は神社や墓地なども含め村の機能をすべて保持したまま集団移転する「全村移転」に成功した。
開港前年の1977年（昭和52年）に撤去が行われるが、これに強く反発した反対派と警察が激しく衝突した。その中で、支援者が殺害された東山事件と警察官が殉職した芝山町長宅前臨時派出所襲撃事件が発生している。
鉄塔の跡地に成田新法の適用を避けるため「岩山闘争記念館」の名称で団結小屋が再建された。航空機妨害用の鉄塔を上部に増築できる構造となっているが、現在は老朽化が進んでいる。
これが障害となって開港時にはA滑走路34Lの進入灯が計画通りに造られておらず、北風運用では着陸に4,000mの滑走路のうち3,250m分しか使用できず滑走路端から使用できるのは離陸のみであった（ディスプレイスド スレッシュホールドによる運用）。その後、進入灯設置基準が900mから720mへ変更されたことを受けて、南側に750mの進入灯が造られ、2012年（平成24年）12月13日より34Lへの着陸でも本来の4,000mの滑走路の運用が行われるようになった。
成田空港 空と大地の歴史館では、岩山大鉄塔共有運動が行われた際に共有者に渡された木札が展示されている。
1983年（昭和58年）以降、共産同蜂起派が共産同戦旗派から借りており、かつては三里塚芝山連合空港反対同盟（北原派）の正月明けの「新年旗開き」も行われていた。
2011年（平成23年）6月20日、鉄塔跡とそこに続く道路を鉄板フェンスで囲む工事が、NAAによって行われた。

#### 三里塚野戦病院
千葉県山武郡芝山町朝倉字山王台にある。2012年（平成24年）8月12日に、中心的な建物のプレハブ2階建てが全焼した。成田国際空港の安全確保に関する緊急措置法（成田新法、旧「新東京国際空港の安全確保に関する緊急措置法」）第3条第1項の規定に基づく使用禁止命令によって、「岩山団結小屋」とともに使用禁止になっている。

### 熱田派系の団結小屋

#### 労農合宿所（現・横堀農業研修センター）
1977年5月5日、三里塚闘争のため「三里塚闘争に連帯する会」などが千葉県山武郡芝山町香山新田に開設された。
1982年8月、第四インターから派遣されていた常駐者の男性活動家による女性利用者への強姦未遂事件（ABCD問題）が発生している。
1989年10月22日に発生した火災で建物が全焼したが、熱田派は取得分の土地を囲い込もうとした空港公団を排除し、合宿所を再建した。
1997年5月4日、労農合宿所としての閉所式が行われ、その後は横堀農業研修センターとして活動し、旧熱田派が新年旗開きなどで使用している。
近くには「横堀共同墓地」も存在する。

#### 横堀団結小屋（横堀インター団結小屋）
1971年に現地権者の父親が反対運動のために提供した約500平方メートルの土地に平屋と2階建ての建物が建設された。2000年に地権者が居住者（旧熱田派関係者）に対して土地明け渡しなどを求めて提訴し、2003年に勝訴が確定。2009年には旧熱田派を提訴し、2012年4月に東京高裁で仮執行を認める判決を受け、2012年11月28日、千葉地裁が強制撤去。人が住んでいる反対派の建物撤去としては10年ぶり。旧熱田派の本部を兼ねていたが、強制撤去により、本部は横堀鉄塔内の「案山子亭」に移転した。

#### 横堀現地闘争本部

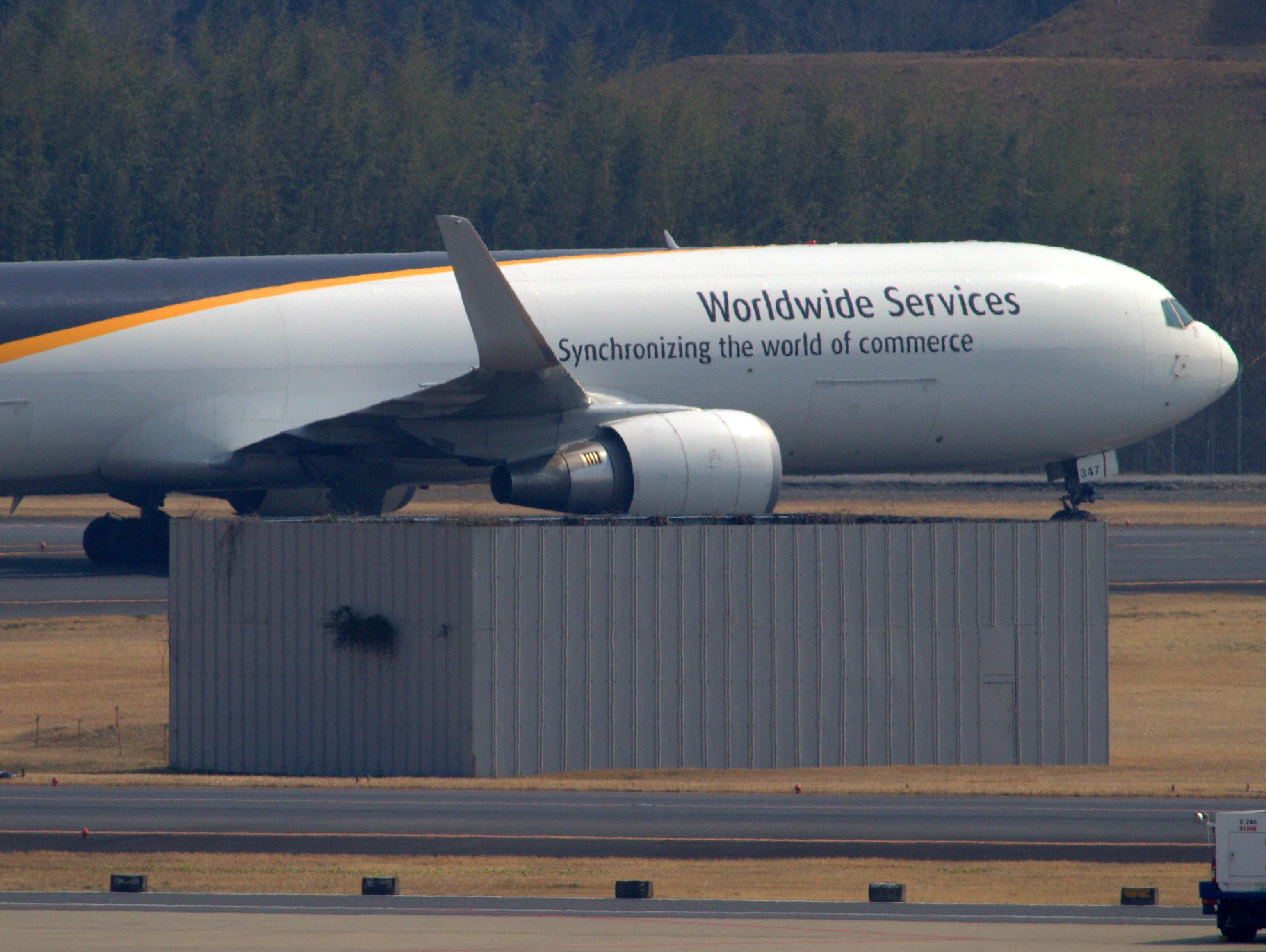
横堀現地闘争本部

空港第2ターミナル南東の芝山町香山新田、周りを誘導路で囲まれた空港用地内に存在していた。空港第2ターミナルの南側展望デッキより眺めることができたが、施設は塀で完全に囲まれ、外側からは建物を目視できない状態になっていた。
反対同盟によって1982年（昭和57年）に建設され、1983年（昭和58年）の同盟分裂後は熱田派の闘争拠点となった。1998年（平成10年）以降は使われておらず、2007年（平成19年）にはNAAが空港敷地外から出入り出来ない状態にした。
横堀現地闘争本部の撤去をNAAが求めた裁判で、撤去と土地の明け渡しを命じた判決が確定、2017年（平成29年）5月30日深夜から31日未明までに強制撤去された。撤去時、内部からは「横堀反対同盟」と書かれた看板等も発見された。

#### 横堀鉄塔

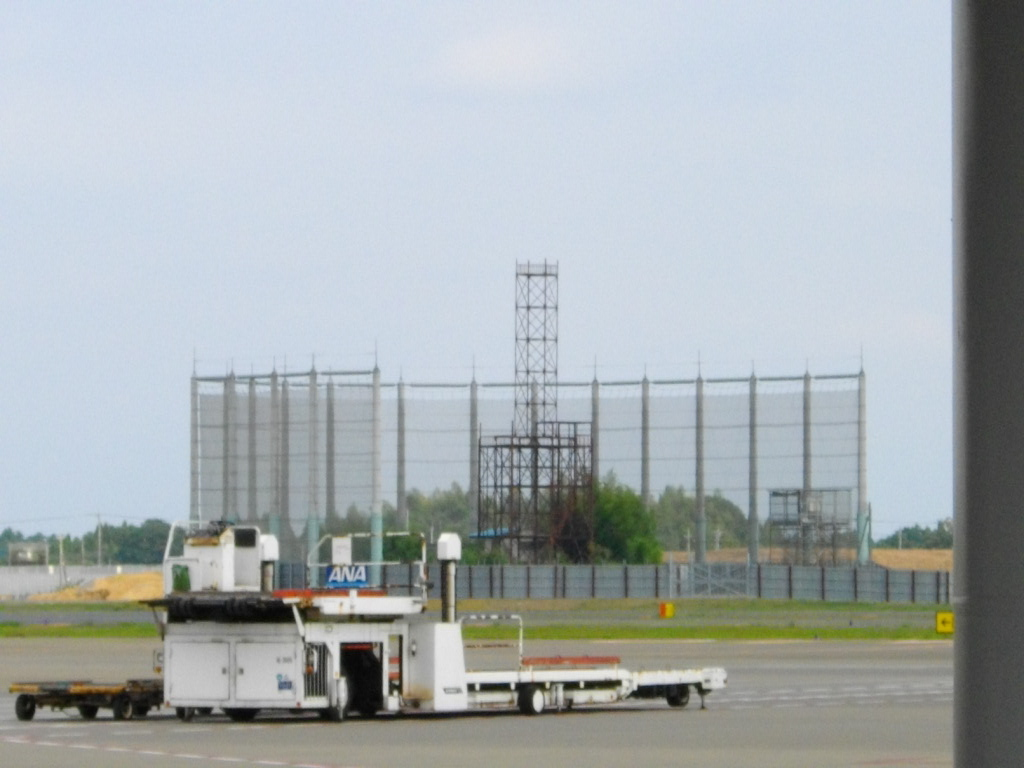
横堀鉄塔（2009年）

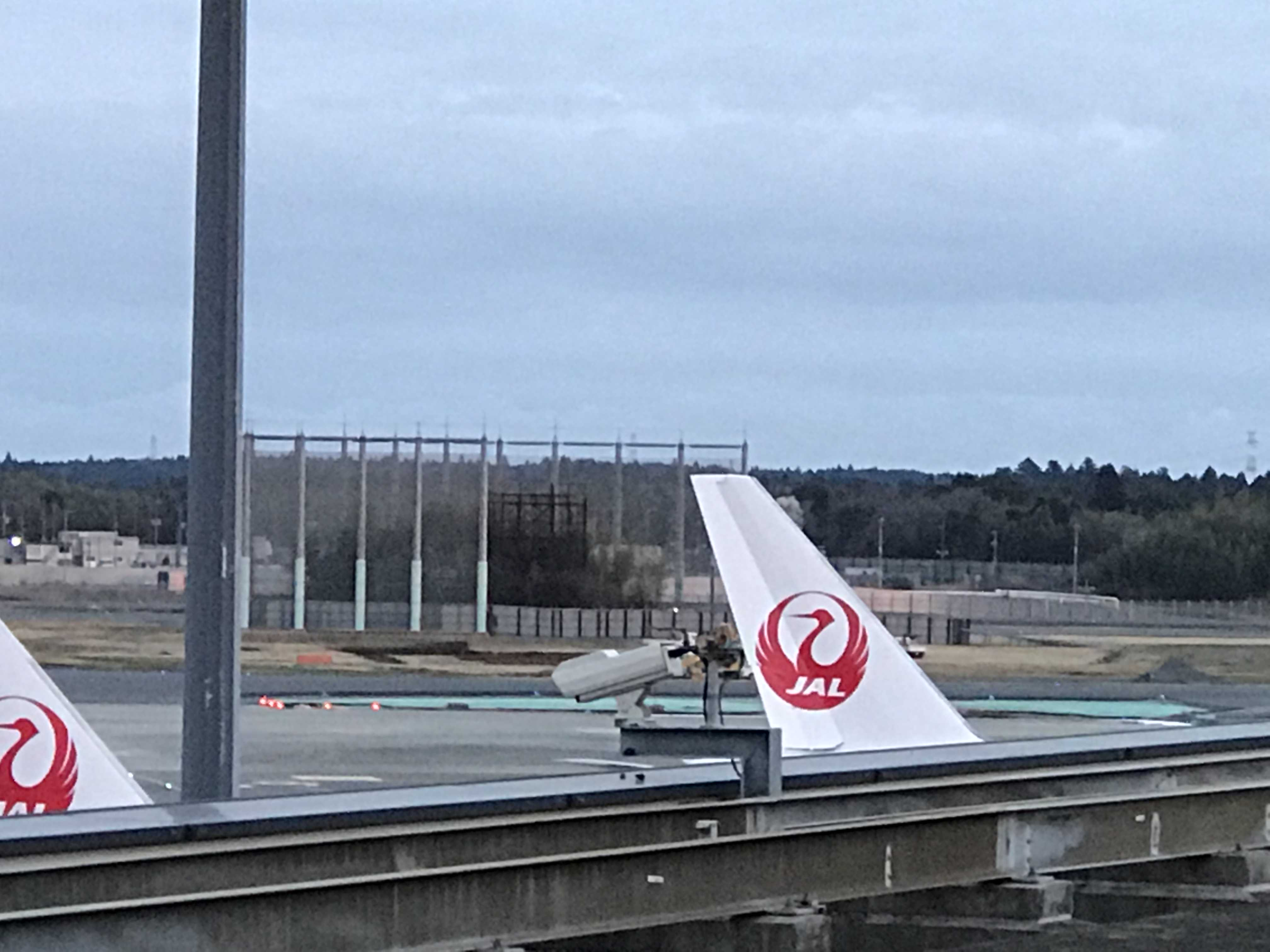
上部構造物撤去後の横堀鉄塔（2018年）

「横堀大鉄塔」とも。空港敷地内の芝山町香山新田の空港用地内のC誘導路（旧：横風用滑走路予定地）の隣接地に存在する。この建物が存在するため、隣接する誘導路は迂回する形をしている。すべての方角は空港敷地内で囲まれており、建物へは地下道を通って到達する。鉄塔周辺の半分はフェンスで囲まれている。外観から「象の檻」と呼ばれることもある。
鉄塔内に、沖縄靖国訴訟原告団の団長で彫刻家の金城実が制作した『抗議する農民』と言う像が存在する。空港第2ターミナルの南側展望デッキより眺めることができる。
鉄塔と同じ敷地内に「案山子亭」と言う小屋（反対同盟熱田派の本部「横堀団結小屋」を兼ねる）や、他界した活動家らの墓地が存在する。また、鉄塔に隣接して一坪共有地（横堀一坪共有地）が存在しており、航空写真・衛星写真から見ると、土地がくぼんでいることが確認できる。2021年現在、窪地は空港会社によって埋め立てられて、駐機場となっている。
鉄塔の最上部は老朽化に伴い旧熱田派が撤去した。

#### 横堀団結の砦
戦旗・共産同の拠点であったが、1990年11月27日に除去された。

#### 木の根ペンション

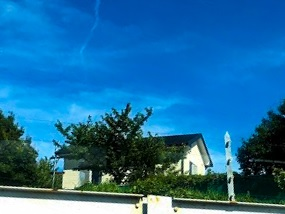
木の根ペンション

成田市木の根にある、空港敷地内のC誘導路（旧：横風用滑走路予定地）の隣接地に存在する。誘導路に囲まれた場所に存在するが、トンネルとトンネルの間から千葉県道・茨城県道44号成田小見川鹿島港線に接続している。入口には「私有地立ち入り禁止」の看板が立っている。
もともとは平屋建ての「木の根団結小屋」であったが、成田新法の適用を免れるため、1989年（平成元年）7月9日に「ペンション」として2階建てに改築された。敷地内には1980年頃に有志が設置したコンクリート製のプールがあり、その隣接地にはかつて風車が立っていた。同じく名称に地名の木の根の名が付く「木の根団結砦」（撤去済み）とは別建物である。
芝山鉄道線建設に伴い地権者である用地内農家が売却に応じたことから、反対同盟（熱田派）によって2000年（平成12年）に曳家により西へ約100メートル移動され、現在地は一坪共有地・社会党オルグの所有地となっている。なお、芝山鉄道線はこれを曲線で迂回するように建設されている。ペンションを含む敷地は、かつて空港の監視塔によって警備が行われていたが、空港内道路の整備によって現在は撤去されている。
近年ではイベントもしばしば行われており、例年7月および8月にレイブイベント「タイガー＆ドラゴン」を開催している。
三里塚芝山連合空港反対同盟（旧熱田派）らのボランティア団体「地球的課題の実験村」も活動に使用している。

### その他（成田新法未適用）

#### 北原派系
- 青行隊東峰団結小屋[25]
- 岩山闘争記念館[25]

#### 熱田派系
- 朝倉団結小屋[25]
- 朝倉第一テント村[25]
- 東峰団結小屋[25]
- 白桝団結小屋[25]
- プロレタリア団結小屋[25]。
- 労青団団結小屋[25]
- 前衛中谷津団結小屋[25]
- 加茂団結小屋[25]
- 坂志岡団結小屋[25]
- 木の根団結小屋[25]（木の根労学共闘団結小屋）
- 一坪共有者の家[25]
- 野戦病院（芝山町香山新田内[25]）